# Campionati mondiali femminili di pallacanestro
I Campionati Mondiali Femminili di Pallacanestro FIBA (in inglese FIBA Women's Basketball World Cup e, dal 1953 al 2014, FIBA World Championship for Women) sono la massima competizione femminile di pallacanestro internazionale per squadre nazionali, a cadenza quadriennale organizzata dalla FIBA, la Federazione Internazionale Pallacanestro.
Si tratta di un torneo tra nazionali, che assegna il titolo di Campione del Mondo alla nazionale vincitrice.
Il primo Campionato mondiale femminile di pallacanestro fu disputato nel 1953 in Cile, e fu vinto dalla squadra americana. In totale ne sono stati disputati diciannove.

## Edizioni e Albo d'Oro
| 1953 | Cile Santiago          | Stati Uniti      | N/A    | Cile             | Francia        | N/A    | Brasile        |
| 1957 | Brasile Rio de Janeiro | Stati Uniti      | N/A    | Unione Sovietica | Cecoslovacchia | N/A    | Brasile        |
| 1959 | Unione Sovietica Mosca | Unione Sovietica | N/A    | Bulgaria         | Cecoslovacchia | N/A    | Jugoslavia     |
| 1964 | Perù                   | Unione Sovietica | N/A    | Cecoslovacchia   | Bulgaria       | N/A    | Stati Uniti    |
| 1967 | Cecoslovacchia         | Unione Sovietica | N/A    | Corea del Sud    | Cecoslovacchia | N/A    | Germania Est   |
| 1971 | Brasile                | Unione Sovietica | N/A    | Cecoslovacchia   | Brasile        | N/A    | Corea del Sud  |
| 1975 | Colombia               | Unione Sovietica | N/A    | Giappone         | Cecoslovacchia | N/A    | Italia         |
| 1979 | Corea del Sud Seul     | Stati Uniti      | N/A    | Corea del Sud    | Canada         | N/A    | Australia      |
| 1983 | Brasile                | Unione Sovietica | 84–82  | Stati Uniti      | Cina           | 71–63  | Corea del Sud  |
| 1986 | Unione Sovietica       | Stati Uniti      | 108–88 | Unione Sovietica | Canada         | 64–59  | Cecoslovacchia |
| 1990 | Malaysia               | Stati Uniti      | 88-78  | Jugoslavia       | Cuba           | 83-61  | Cecoslovacchia |
| 1994 | Australia              | Brasile          | 96–84  | Cina             | Stati Uniti    | 100–95 | Australia      |
| 1998 | Germania               | Stati Uniti      | 71–65  | Russia           | Australia      | 72–67  | Brasile        |
| 2002 | Cina                   | Stati Uniti      | 79–74  | Russia           | Australia      | 91–63  | Corea del Sud  |
| 2006 | Brasile San Paolo      | Australia        | 91-74  | Russia           | Stati Uniti    | 99-59  | Brasile        |
| 2010 | Rep. Ceca Karlovy Vary | Stati Uniti      | 89-69  | Rep. Ceca        | Spagna         | 77-68  | Bielorussia    |
| 2014 | Turchia Istanbul       | Stati Uniti      | 77-64  | Spagna           | Australia      | 74-44  | Turchia        |
| 2018 | Spagna Tenerife        | Stati Uniti      | 76-53  | Australia        | Spagna         | 67-60  | Belgio         |
| 2022 | Australia Sydney       | Stati Uniti      | 83-61  | Cina             | Australia      | 95-65  | Canada         |
| 2026 | Germania               |                  |        |                  |                |        |                |

## Medagliere per nazioni
| Pos. | Squadra                    | Vincitrice | Finalista | 3º posto | 4º posto | Medaglie |
| ---- | -------------------------- | ---------- | --------- | -------- | -------- | -------- |
| 1    | Stati Uniti                | 11         | 1         | 2        | 1        | 14       |
| 2    | Unione Sovietica           | 6          | 2         | 0        | 0        | 8        |
| 3    | Australia                  | 1          | 1         | 4        | 2        | 6        |
| 4    | Brasile                    | 1          | 0         | 1        | 4        | 2        |
| 5    | Russia                     | 0          | 3         | 0        | 0        | 3        |
| 6    | Cecoslovacchia / Rep. Ceca | 0          | 3         | 4        | 2        | 7        |
| 7    | Cina                       | 0          | 2         | 1        | 0        | 3        |
| 8    | Corea del Sud              | 0          | 2         | 0        | 3        | 2        |
| 9    | Spagna                     | 0          | 1         | 2        | 0        | 3        |
| 10   | Bulgaria                   | 0          | 1         | 1        | 0        | 2        |
| 11   | Jugoslavia                 | 0          | 1         | 0        | 1        | 1        |
| 11   | Cile                       | 0          | 1         | 0        | 0        | 1        |
| 11   | Giappone                   | 0          | 1         | 0        | 0        | 1        |
| 14   | Canada                     | 0          | 0         | 2        | 1        | 2        |
| 15   | Francia                    | 0          | 0         | 1        | 0        | 1        |
| 15   | Cuba                       | 0          | 0         | 1        | 0        | 1        |
| 17   | Italia                     | 0          | 0         | 0        | 1        | 0        |
| 17   | Germania Est               | 0          | 0         | 0        | 1        | 0        |
| 17   | Bielorussia                | 0          | 0         | 0        | 1        | 0        |
| 17   | Turchia                    | 0          | 0         | 0        | 1        | 0        |
| 17   | Belgio                     | 0          | 0         | 0        | 1        | 0        |